# Revezamento da Tocha dos Jogos Paralímpicos de Verão de 2016
O revezamento da tocha dos Jogos Paralímpicos de Verão de 2016 começou com o acendimento da chama em Stoke Mandeville, na Grã-Bretanha, berço dos Jogos Paralímpicos, de onde foi transmitida virtualmente para a cidade do Rio de Janeiro. Várias “chamas pessoais”, doadas virtualmente, alimentaram as chamas durante o percurso, que contou com cinco cidades, cada uma representando uma cinco regiões do Brasil: Belém, Brasília, Joinville, Natal e São Paulo. A partir de 1º de setembro, e durante cinco dias, foram acesas “chamas regionais” (chamas físicas), levadas por condutores a locais emblemáticos de cada cidade. Ao final de cada dia uma celebração local foi realizada e as chamas locais serão enviadas virtualmente para a cidade do Rio de Janeiro. Na noite da véspera da cerimônia de abertura as chamas foram unificadas e, juntamente com o fogo que veio de Stoke Mandeville formaram a tocha paralímpica, que foi revezada por 24 horas pela cidade do Rio de Janeiro e visitou locais emblemáticos da cidade.

## Rota do revezamento

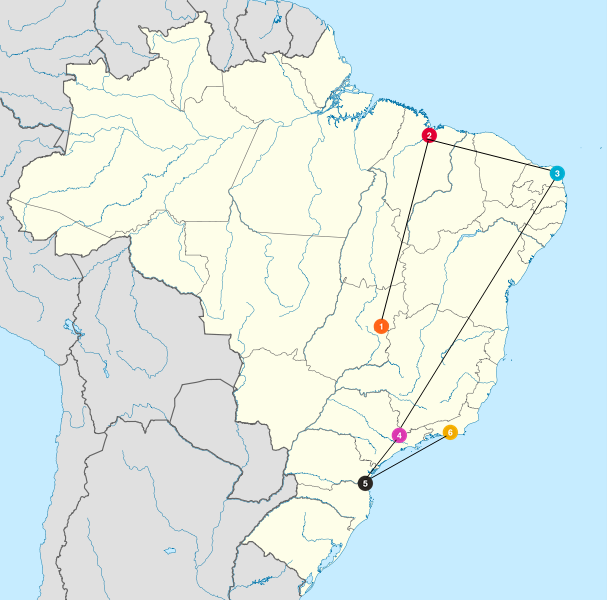
Rota do revezamento

Fonte:
| UF                  | Cidade           | Data              |
| ------------------- | ---------------- | ----------------- |
| Reino Unido         | Stoke Mandeville | 1º de setembro    |
| Distrito Federal    | Brasília         | 1º de setembro    |
| Pará                | Belém            | 2 de setembro     |
| Rio Grande do Norte | Natal            | 3 de setembro     |
| São Paulo           | São Paulo        | 4 de setembro     |
| Santa Catarina      | Joinville        | 5 de setembro     |
| Rio de Janeiro      | Rio de Janeiro   | 6 – 7 de setembro |